# Massacre du train d'Amritsar
Le massacre du train d'Amritsar est une attaque survenue le 22 septembre 1947 contre des réfugiés indiens ayant fait 3 000 morts musulmans et ayant blessé 1 000 autres.
Ce massacre est l'un des nombreux massacres à bord de trains transportant des réfugiés survenus lors de la partition Inde-Pakistan de 1947, qui a vu le transport d'environ 4 millions de réfugiés. 

## Massacre
Le lundi 22 septembre 1947, un train partait à 48 km à l'est d'Amritsar et a été attaqué par des sikhs. Cette attaque a été stoppée. Cependant, lorsque le même train est arrivé à Amritsar, il a été confronté à des foules de sikhs armés qui ont ouvert le feu des deux côtés de la voie.
Des trains transportant des troupes sikhs sont passés pendant le massacre, mais ils ne sont pas intervenus. Seuls quelques trains de troupes ont été laissés par les sikhs pour se joindre au massacre.
On ne sait pas qui étaient les escortes du train, mais beaucoup pensent qu'il s'agissait de Jats. Ces escortes ont reçu l'ordre des officiers britanniques de tirer, mais, allant à l'encontre de ces ordres, ont plutôt tiré au-dessus de la tête de l'attaquant.
L'officier du train a été laissé seul pour s'occuper des passagers. Il aurait riposté sur les pillards avec une mitrailleuse qu'il possédait jusqu'à ce qu'elle soit à court de munitions. Il a été tué peu de temps après avoir perdu de telles munitions. Il a été rapporté qu'il a été tué par ses propres hommes.
Des hommes, des femmes et des enfants ont été attaqués par des sikhs qui ont envahi le train. Les armes utilisées par les sikhs lors de cette attaque comprenaient des épées et des lances. Le massacre a duré environ trois heures.
Le mardi 23 septembre 1947, le train impliqué dans l'attaque est ramené sur son quai.

## Conséquences
Le gouvernement du Pendjab occidental a annoncé d'autres attaques qui se sont produites lors de la partition Inde-Pakistan de 1947. Cela comprenait l'attaque d'un train de réfugiés à Kamoke transportant des passagers sikhs-hindous à environ 40 km à l'ouest de Lahore le mercredi 24 septembre 1947. Cette attaque a fait 340 morts sikhs et hindous et en a blessé 250 autres.
Des réunions au sein du cabinet indien pour arrêter de nouvelles attaques ont été convoquées le jeudi 25 septembre 1947, comme l'a rapporté l'Associated Press de Grande-Bretagne. Des porte-parole militaires ont fait état des tensions croissantes au Pendjab et des graves attaques contre les trains et les convois de réfugiés.